# Museu Arqueológico Nacional da Úmbria

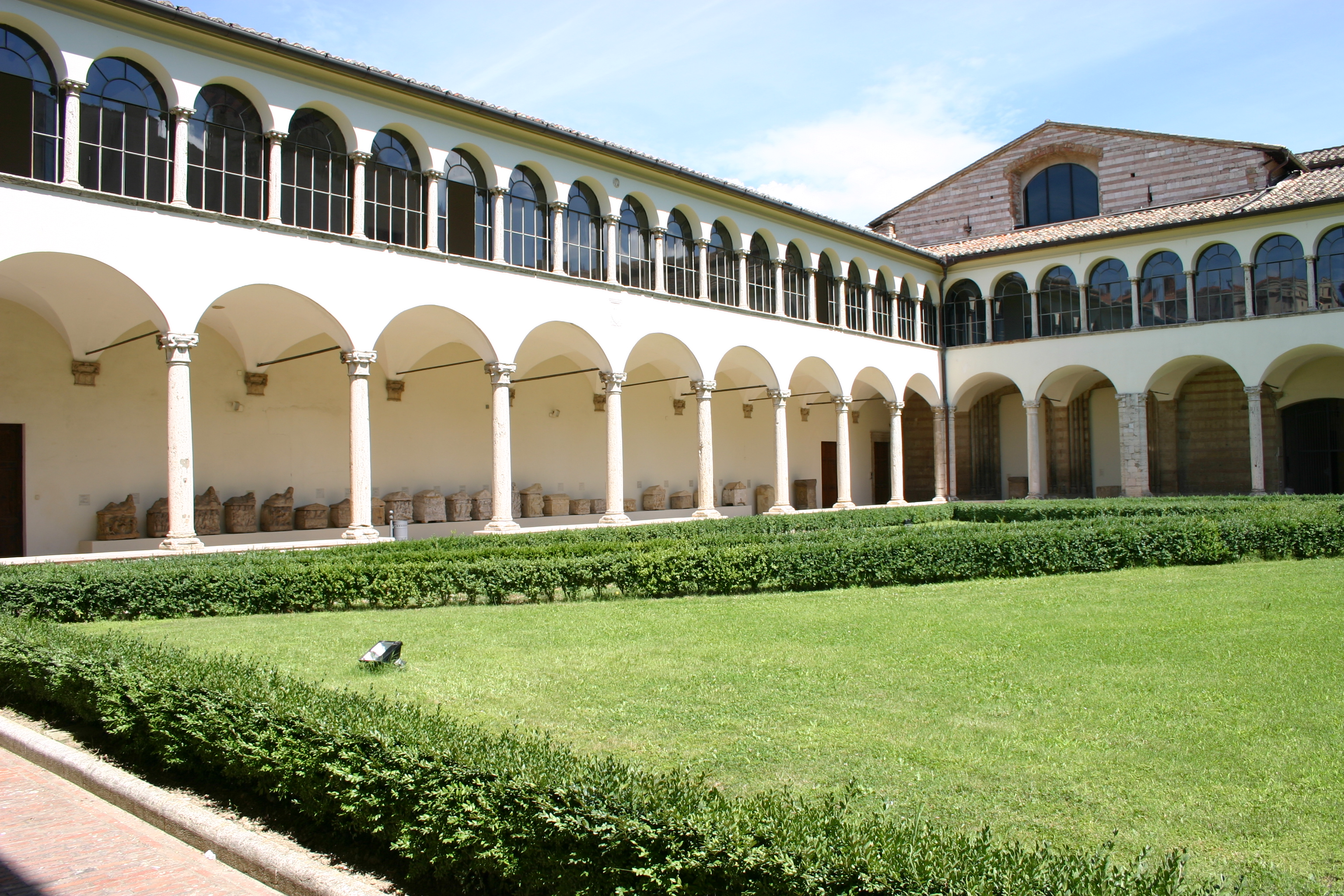
Área do antigo claustro

O Museu Arqueológico Nacional da Úmbria é um museu da cidade de Perúgia, na Itália, destinado a preservar um rico acervo de arte e arqueologia da região da Úmbria, datado desde a pré-história até a era romana. 

## História
O museu se originou da unificação de várias coleções dispersas por museus cívicos de Perúgia, que estavam sendo reunidas desde que a cidade, ao longo do século XIX, se tornou um importante centro de pesquisas arqueológicas, em particular acerca dos etruscos. Sua sede está instalada no antigo convento de São Domingos, datado dos séculos XIII a XVI. Desapropriado pelo Estado na Unificação Italiana no século XIX, foi entregue para uso militar até 1948, quando foi transformado em área museal. Em 1957, depois de longos trâmites burocráticos, Umberto Calzoni conseguiu efetivar a reunião definitiva das coleções dispersas, nascendo oficialmente o museu, que passou para a administração nacional em 1960. Desde então sua coleção primitiva foi sendo ampliada com o resultado de escavações recentes. Em 2009 o museu passou por uma grande reorganização dos percursos expositivos.

## Seções

### Claustro
No subsolo do claustro do convento, junto à entrada, foi reconstituída uma importante tumba etrusca da família Cai Catu, dos séculos III a I a.C. Nas galerias térreas do claustro foi organizada uma grande coleção de urnas cinerárias, sarcófagos e inscrições etruscas e romanas, sendo especialmente notáveis as inscrições que comemoram a reconstrução de Perúgia seguinte à guerra que a cidade travou contra Otávio em 41 a.C. Nas galerias superiores estão expostas urnas etruscas da época helenística, bem como a Coleção Bellucci, composta de amuletos.

### Galerias
O itinerário museográfico inicia com seções sobre a pré-história, do Paleolítico ao Neolítico, incluindo material didático interativo e artefatos como vasos, ferramentas e fragmentos de armas. Também são expostas fotografias ilustrando sítios arqueológicos da região e outras imagens com reconstituições gráficas de habitações e povoados da época.
Na sequência, são exibidos artefatos dos umbros e dos etruscos, com material selecionado por temas e critérios de representatividade, de acordo com o perfil topográfico-cronológico e objetivando evidenciar o fecundo intercâmbio entre as duas civilizações. Os itens mais interessantes desta seção são os vidros coloridos e as peças em bronze. Sala especiais são destinadas a objetos de valor superlativo, como o Sarcófago Sperandio, cerâmicas pintadas, peças votivas, estatuária e ourivesaria. Outros espaços são reservados a apresentar o impacto da romanização sobre a cidade e região, abrangendo um largo período de tempo, até o fim da era romana, ilustrando aspectos de habitação, comércio e atividades produtivas. Uma sala foi montada unicamente para a exposição do célebre "Cipo Perusiano" (Cippus Perusinus), um marco territorial que contém uma das mais longas inscrições em língua etrusca jamais encontradas, item que se tornou um símbolo da Perúgia etrusca. O roteiro termina com uma seção sobre a evolução topográfica e urbanística da cidade.

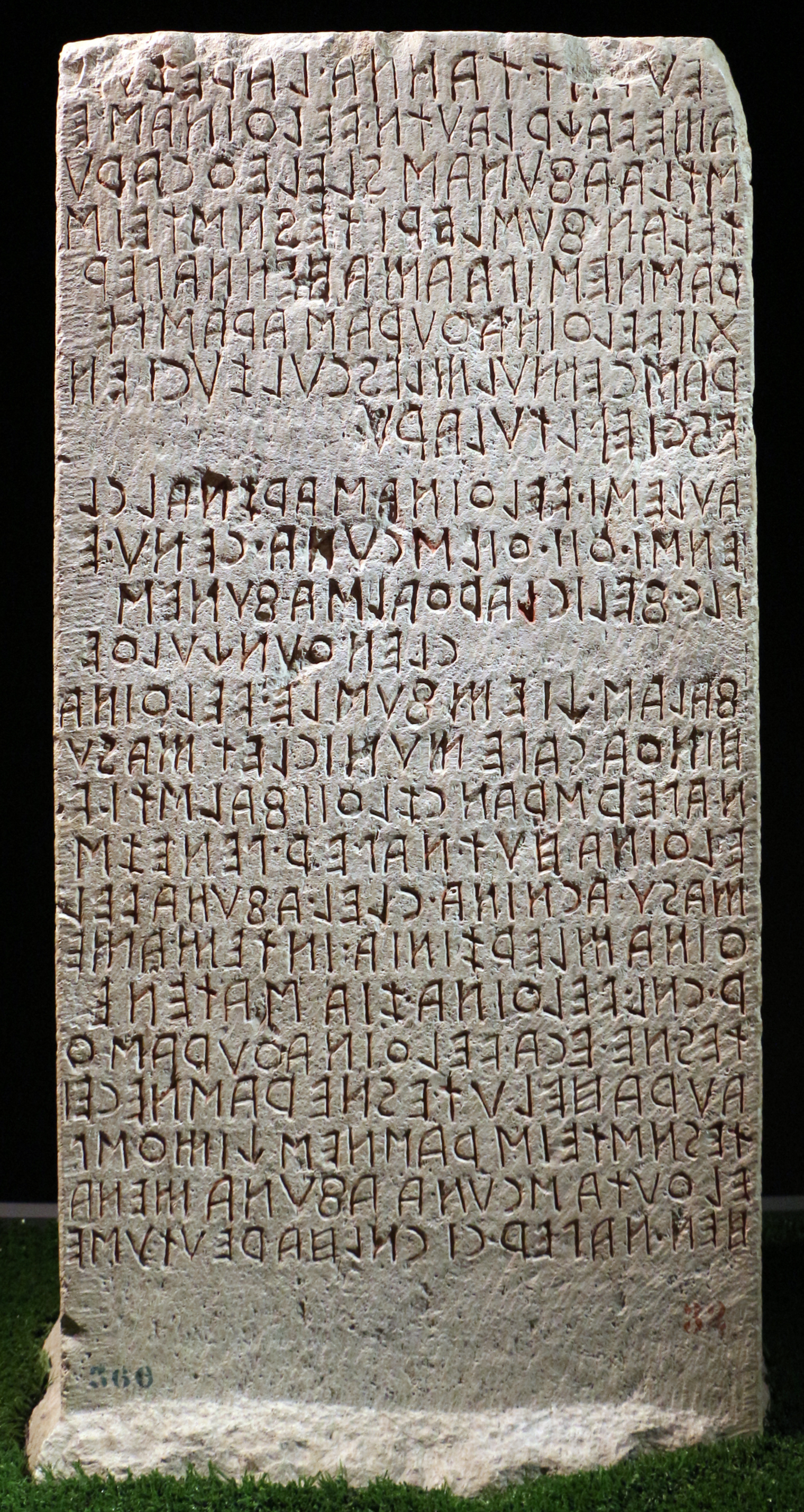
O "Cipo Perusiano", séculos III-II a.C.
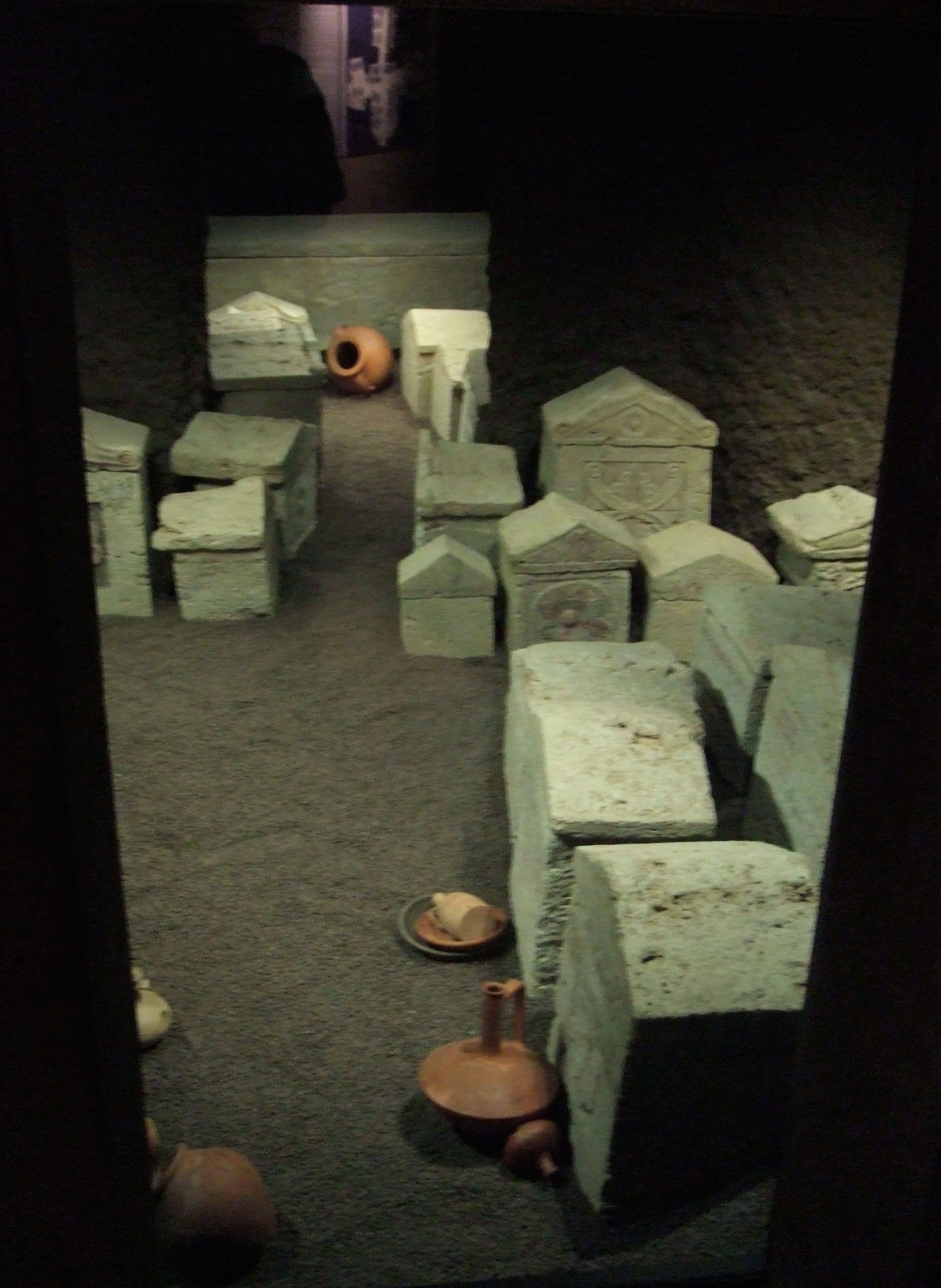
Tumba dos Cai Catu
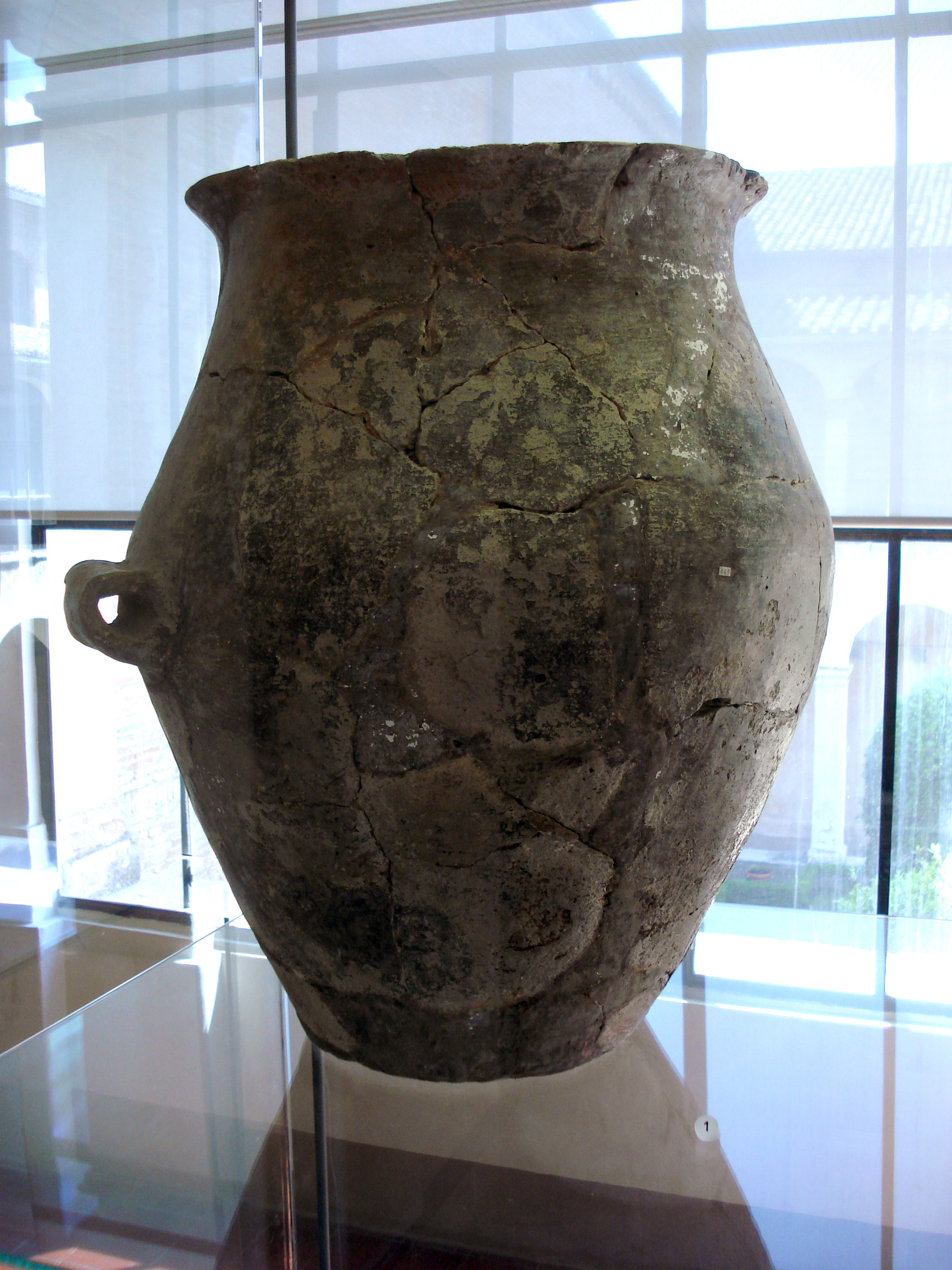
Vaso em cerâmica, Idade do Bronze média
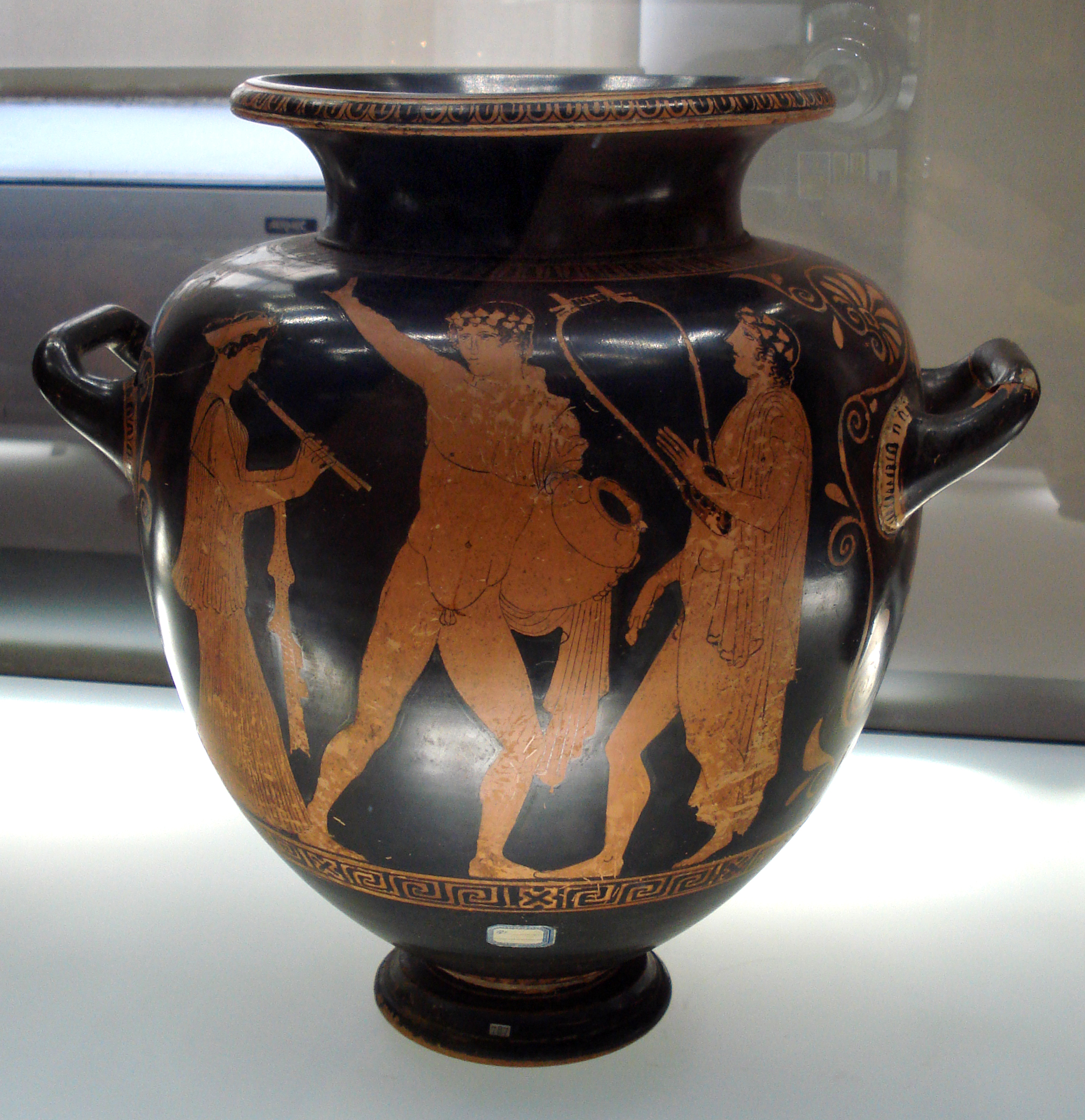
Pintor de Heitor: Estamno, 450-440 a.C